# Laguna de Rocha (Buenos Aires)
La laguna de Rocha se encuentra en la provincia de Buenos Aires de Argentina y nace a partir del ensanchamiento del río Salado (Buenos Aires) en tierras bajas de los partidos de Chacabuco y Bragado en la provincia de Buenos Aires, Argentina.
Si bien es más sencillo acceder a esta laguna desde la ciudad de Chacabuco a través de la ruta 7 (RN 7) la mayor parte del área que ocupa la laguna se encuentra en territorio bragadense.
Ubicada a unos 230 km de la ciudad de Buenos Aires por la mencionada ruta 7, a unos 30 km de Chacabuco y a unos 630 km de Mar del Plata, cuenta con una superficie de aproximadamente 300 hectáreas y una profundidad máxima de 2 metros, aunque extremadamente variable llegando en ocasiones a secarse.
Desde la ruta se accede a sus márgenes por un camino consolidado de 5 km en muy buen estado de conservación. 
Excepto algunas barrancas de tosca que se elevan ligeramente sobre la laguna, sus costas son en general bajas y barrosas. De propiedad fiscal, suele utilizarse para la pesca deportiva para lo que en ocasiones se siembran pejerreyes.